# Never Mind the Bollocks, Here’s the Sex Pistols
Never Mind the Bollocks, Here’s the Sex Pistols (с англ. — «Не грузись ерундой, вот тебе Sex Pistols») — единственный студийный альбом британской панк-группы Sex Pistols, вышедший в 1977 году и к настоящему времени признанный классикой рок-музыки. Диск занял первое место в британском хит-параде. Через три месяца после выхода альбома группа распалась.

## Фирма звукозаписи
Sex Pistols, в связи со своей скандальной репутацией, отказывались выпускать известные лейблы. Две крупные записывающие компании, EMI Records и затем A&M Records, имевшие большие виды на молодую перспективную группу, одна за другой, разорвали с ними контракты. EMI отказалась работать с коллективом после телевизионного скандала на одном из центральных каналов с телеведущим Биллом Гранди, а A&M — после пьяного дебоша, устроенного группой в офисе компании, а также затем после драки, в которой другу директора A&M угрожал один из приятелей Pistols. После долгих поисков, контракт с группой подписала независимая компания Virgin Records, выпускавшая до этого прогрессивный рок, и также популяризовавшая группы Faust, Can и других исполнителей краут-рока.

## Странности с продюсированием
Альбом продюсировали Крис Томас и Билл Прайс, но на ярлыках пластинки указаны совершенно непонятные титры: «Продюсеры: Крис Томас или Билл Прайс». Крис Томас начинал свою карьеру в 1960-х годах. Помимо всего прочего, он принимал участие в записи White Album легендарных The Beatles и микшировал альбом The Dark Side of the Moon для Pink Floyd. С тех пор музыканты сами обращались к нему с просьбой продюсировать их записи. Вскоре он получил предложение от Малькольма Макларена поучаствовать в записи их первого сингла.
Крис Томас:
Я послушал демозаписи Sex Pistols, которые они мне принесли и понял, что у них есть шанс стать лучшей рок-группой в Англии со времен The Who. В нём тот же состав трех инструментов: гитара, бас и барабаны.
Помимо Криса Томаса, менеджер группы Малкольм Макларен пригласил на запись альбома ещё одного известного продюсера — Билла Прайса. В то время Прайс являлся главным менеджером и инженером лондонской студии Wessex, в которой записывался альбом. Крис был нанят для записи некоторых синглов Sex Pistols, а Прайса Макларен нанял для записи композиций для Never Mind the Bollocks. Вскоре Томас занялся ремейками песен, которые Прайс записывал для альбома. Позже Билл Прайс начал переделывать для альбома некоторые песни, когда-то записанные Крисом Томасом, но не подходившие для выпуска на синглах. Когда запись альбома была закончена, большинство его песен имело две версии.
Билл Прайс:
Я долго думал почему Малкольм постоянно колеблется между различными версиями песен. Наконец мы с Крисом поняли, что он пытается усидеть на двух стульях не заплатив ни мне, ни Крису. Мы ему сказали: «Послушай, Малкольм. Без разницы сколько в этом альбоме доли моей работы или Криса, ты просто заплати нам, а мы уже сами поделим между собой». Он так и сделал. Это и повлекло за собой те странные титры. Ярлыки печатались ещё до того, как было решено какая из версий песен войдет в альбом. Так и получились титры «Продюсеры: Билл Прайс или Крис Томас».

## Процесс записи
В альбоме представлен почти весь репертуар группы 1976—1977 годов — за исключением нескольких песен и кавер-версий. В него вошли все синглы коллектива — «Anarchy in the U.K.» (в альбоме представлена другая версия), «God Save the Queen», «Pretty Vacant» и «Holidays in the Sun».
Альбом записывался почти год. Вместо того, чтобы схватить «грязный» и неотшлифованный звук концертных выступлений, к тому времени отработанный бывшим инженером коллектива Дэйвом Гудманом, Томас пошёл по пути совершенствования качества звучания: в результате партии гитары Стива Джонса были многократно записаны и наложены друг на друга, благодаря чему Томас создал богатую «звуковую палитру». Этот способ впервые применил в начале 1960-х годов известный американский продюсер Фил Спектор, назвавший его «стена звука».
Басист Сид Вишес, ставший членом группы в апреле 1977 года, участия в записях не принимал по причине плохой игры. Вместо него партии бас-гитары исполнял тот же Стив Джонс (первый бас-гитарист Глен Мэтлок играет лишь в песне «Anarchy in the U.K.»). В прессе, тем не менее, звучали спекуляции, что Sex Pistols были вынуждены приглашать посторонних музыкантов, чтобы записать альбом. В упрёк альбому как раз ставился традиционный подход к записи с отшлифовкой звука, вокала и прочее, что, лишало пластинку свежести и революционности, свойственных раннему панк-року. По словам Джонса, Сид всё-таки принимал участие в записи одной песни — «Bodies».
Сид постоянно хотел прийти, чтобы записываться в этом альбоме, но мы приложили все усилия, чтобы не подпускать его даже близко к студии. Нас выручало ещё то, что он тогда был болен гепатитом. Он научился играть в той песне свою никчемную партию баса и мы дали возможность ему записаться. После выхода Сида из студии, я записал свою партию, а тот вариант мы смикшировали немного тише. Мне кажется, он едва слышен на записи.
 — Стив Джонс.
Самые ранние студийные версии, записанные ещё Гудманом в 1976 году и в январе 1977 года всплыли на бутлеге Spunk, вышедшем незадолго до Never Mind the Bollocks (в 1996 году этот бутлег обрёл официальный статус, выйдя в качестве второго диска эксклюзивного издания Never Mind the Bollocks на Virgin Records).

К моменту работы над альбомом, группу окружал ореол скандальности и непредсказуемости, которые также ожидали от новых записей коллектива. 
Если бы сессии проходили так, как я хотел, то для большинства людей их результат невозможно было бы слушать. Наверное, в этом сущность музыки; если ты хочешь, чтобы люди слушали тебя, тебе надо идти на компромисс.
 — Джонни Роттен о работе над альбомом.
Выйдя в октябре 1977 года, дебютный альбом легендарной панк-группы оказался довольно-таки запоздалым продуктом: пик панк-рока к тому времени миновал, множество панк-групп, вдохновлённых Sex Pistols, уже успели выпустить свои альбомы (The Clash, The Jam, The Stranglers). Кроме того, в самом коллективе в это время усугублялись противоречия, приведшие к распаду в январе 1978 года. Роттен воплотил-таки своё подлинное видение музыки в рамках своей новой группы Public Image Ltd.

## Название
Название альбома, вынесенное на обложку, вызвало скандал. Более того, реклама альбома в витрине одного из музыкальных магазинов повлекла за собой судебное разбирательство. В итоге, суд неохотно вынес оправдательный приговор, поскольку защите удалось доказать, что «bollocks» — вполне допустимое в публичной речи древнеанглийское слово со значением «священник», которое в контексте названия альбома означает «ерунда, чепуха». Название для альбома придумал Стив Джонс во время обсуждения в студии различных вариантов, когда после длительной дискуссии он не выдержал и раздражённо произнёс: «Да похуй как называть его». Остальным участникам это понравилось, и в конечном варианте это стало звучать как «А похуй на всё, вот вам Секс Пистолс». Это можно было также расценить и в более мягком варианте «Не обращай внимания на бред, тут Секс Пистолс». Первоначально же альбом планировали назвать God Save the Sex Pistols (рус. Боже, храни Sex Pistols).
После появления обложки Never Mind the Bollocks, Here’s the Sex Pistols на витрине магазина компании Virgin Records в Ноттингеме лондонские власти пригрозили администрации фирмы наказанием за демонстрацию в общественном месте печатных материалов непристойного содержания. Глава компании Ричард Брэнсон привлёк к ведению дела известного в то время королевского адвоката (высший титул адвокатов в Великобритании) Джона Мортимера. Он представил в суде заключения лингвистической экспертизы, свидетельствующие о том, что «Bollocks» является старинным английским словом и в XIX веке означало прозвище англиканских священников. «Священники говорили много всякой чепухи, откуда позже это слово приобрело современный смысл „чепуха, нонсенс“». После это дело закрылось.

## Обложка
Обложка альбома оформлена графиком Джейми Ридом, оформителем пластинок и разнообразной печатной продукции Sex Pistols. Он также являлся приятелем менеджера Sex Pistols Малькольма Макларена, работником радикального политического журнала Suburban Press и убеждённым анархистом. Рид рассматривал панк в виде целого художественного движения и внёс своим дизайном большой вклад в его становление. Также создавая и другие обложки для синглов Sex Pistols, Рид разработал свой собственный стиль, который имитировал шантажистские письма с требованиями выкупа. Слова в них составлялись из вырезанных из газет букв, которые упоминались ещё в рассказах Артура Конан Дойля про Шерлока Холмса. Этот стиль стал культовым для Sex Pistols и панк-движения в целом. Розово-жёлтые (так называемые «канареечные цвета») присутствующие на обложке альбома обозначили область графики для панк-движения, чей дизайн примитивен соответственно минимализму музыки альбома. В США цветовая гамма была изменена — с жёлтого и красного на бледно-красный и зелёный соответственно.
Обложка была спародирована немецкой панк-группой Die Toten Hosen в их альбоме Never Mind the Hosen – Here’s Die roten Rosen 1987 года, а также американской скримо-группой United Nations на EP Never Mind The Bombing, Here’s Your Six Figures.
В 2011 году обложка альбома заняла 14-е место в списке лучших обложек альбомов всех времён по мнению читателей интернет-издания Music Radar.
|                                       |                                                            |                                                                                           | |                                                             |
| Релиз для США, Warner Brothers (1977) | Ограниченный релиз в Великобритании, Virgin Records (1978) | Оригинальный французский релиз, Barclay Records (1977) (первый официальный релиз альбома) | Ограниченное издание на CD в честь 21 годовщины альбома в твёрдом переплёте, Virgin Records (1998) | Документальный фильм об альбоме на DVD, Eagle Vision (2002) |

## Релизы
В первоначальное издание Never Mind the Bollocks входило 11 песен. Компания Virgin сделала матрицы 11-песенной версии альбома и в начале октября 1977 года выпустила 1000 экземпляров, часть из которых распространила бесплатно в качестве промоушна. Вскоре Pistols решили включить в свой альбом ещё одну песню «Submission». Вскоре, опередив Virgin Records, в середине октябре импортом из Франции в продажу поступил 12-песенный вариант пластинки, выпущенный на лейбле Barclay Records.
Virgin выпустила ещё партию 11-песенных пластинок в количестве 50 000 экземпляров и перенесла дату выпуска нового варианта альбома на неделю раньше планируемого срока. В комплект многих из этих редких экземпляров входили постер и сингл с песней «Submission».
12-песенная версия Never Mind the Bollocks поступила в продажу в начале ноября 1977 года.

## Альбомные синглы
| Дата выхода          | Название            | Перевод названия                  | Композиции сингла                     |
| -------------------- | ------------------- | --------------------------------- | ------------------------------------- |
| 26 ноября 1976 года  | Anarchy in the U.K. | Анархия в Соединённом Королевстве | Anarchy in the U.K. / I Wanna Be Me   |
| 27 мая 1977 года     | God Save the Queen  | Боже, храни королеву              | God Save the Queen / Did You No Wrong |
| 1 июля 1977 года     | Pretty Vacant       | Мы такие беззаботные              | Pretty Vacant / No Fun                |
| 14 октября 1977 года | Holidays in the Sun | Каникулы на солнце                | Holidays in the Sun / Satellite       |

## Список композиций

### Первоначальная версия
Все тексты написаны Джонни Роттеном, кроме «Seventeen» написанной Стивом Джонсом и «Pretty Vacant» — Гленом Мэтлоком, вся музыка написана Джонни Роттеном, Гленом Мэтлоком, Полом Куком, Стивом Джонсом, кроме «Holidays in the Sun» и «Bodies» — Джонни Роттеном, Сидом Вишесом, Полом Куком, Стивом Джонсом.
| №   | Название              | Длительность |
| --- | --------------------- | ------------ |
| 1.  | «Holidays in the Sun» | 3:22         |
| 2.  | «Liar»                | 2:41         |
| 3.  | «No Feelings»         | 2:51         |
| 4.  | «God Save the Queen»  | 3:20         |
| 5.  | «Problems»            | 4:11         |
| 6.  | «Seventeen»           | 2:02         |
| 7.  | «Anarchy in the U.K.» | 3:32         |
| 8.  | «Bodies»              | 3:03         |
| 9.  | «Pretty Vacant»       | 3:18         |
| 10. | «New York»            | 3:07         |
| 11. | «E.M.I.»              | 3:10         |

Формат: грампластинка

### Стандартная версия
| №   | Название              | Текст песни                       | Длительность |
| --- | --------------------- | --------------------------------- | ------------ |
| 1.  | «Holidays in the Sun» | Каникулы на солнце                | 3:22         |
| 2.  | «Bodies»              | Органы                            | 3:03         |
| 3.  | «No Feelings»         | Никаких чувств                    | 2:51         |
| 4.  | «Liar»                | Лжец                              | 2:41         |
| 5.  | «God Save the Queen»  | Боже, храни королеву              | 3:20         |
| 6.  | «Problems»            | Проблемы                          | 4:11         |
| 7.  | «Seventeen»           | Семнадцать                        | 2:02         |
| 8.  | «Anarchy in the U.K.» | Анархия в Соединенном Королевстве | 3:32         |
| 9.  | «Submission»          | Представление                     | 4:12         |
| 10. | «Pretty Vacant»       | Мы такие беззаботные              | 3:12         |
| 11. | «New York»            | Нью-Йорк                          | 3:07         |
| 12. | «E.M.I.»              | E.M.I.                            | 3:10         |

Форматы: грампластинка, аудиокассета, компакт-диск

## Участники записи
- Джонни Роттен — вокал
- Стив Джонс — гитара, бас-гитара (кроме песен 7, 8)
- Пол Кук — ударные
- Глен Мэтлок — бас-гитара (песня 7)
- Сид Вишес — бас-гитара (песни 4, 8)

## Позиции в хит-парадах и сертификации
| Год       | Хит-парад                           | Высшая позиция | Пребывание в чарте |
| --------- | ----------------------------------- | -------------- | ------------------ |
| 1977–1985 | Австралия (Kent Music Report)       | 23             | нет данных         |
| 1977–1985 | Великобритания (UK Albums Chart)    | 1              | 48 недель          |
| 1977–1985 | Нидерланды (Album Top 100)          | 9              | 9 недель           |
| 1977–1985 | Новая Зеландия (RMNZ)               | 27             | 4 недели           |
| 1977–1985 | Норвегия (VG-lista)                 | 11             | 2 недели           |
| 1977–1985 | США (Billboard Top LP’s & Tape)     | 106            | 12 недель          |
| 1977–1985 | Финляндия (Suomen virallinen lista) | 9              | 13 недель          |
| 1977–1985 | Швеция (Sverigetopplistan)          | 12             | 5 недель           |

| Год       | Хит-парад                                  | Высшая позиция | Пребывание |
| --------- | ------------------------------------------ | -------------- | ---------- |
| 1996–1999 | Великобритания (Physical Albums Chart)     | 45             | 4 недели   |
| 1996–1999 | Великобритания (Rock & Metal Albums Chart) | 4              | 120 недель |
| 1996–1999 | Великобритания (UK Albums Chart)           | 45             | 4 недели   |
| 1996–1999 | Шотландия (Scottish Albums Chart)          | 77             | 3 недели   |
|           |                                            |                |            |
| 2000–2005 | Великобритания (Physical Albums Chart)     | 20             | 20 недель  |
| 2000–2005 | Великобритания (Rock & Metal Albums Chart) | 1              | 119 недель |
| 2000–2005 | Великобритания (UK Albums Chart)           | 20             | 21 неделя  |
| 2000–2005 | Испания (PROMUSICAE)                       | 100            | 1 неделя   |
| 2000–2005 | Шотландия (Scottish Albums Chart)          | 22             | 24 недели  |
|           |                                            |                |            |
| 2007      | Великобритания (Physical Albums Chart)     | 98             | 1 неделя   |
| 2007      | Шотландия (Scottish Albums Chart)          | 93             | 1 неделя   |
|           |                                            |                |            |
| 2012—2018 | Бельгия/Валлония (Ultratop)                | 125            | 1 неделя   |
| 2012—2018 | Бельгия/Фландрия (Ultratop)                | 181            | 2 недели   |
| 2012—2018 | Великобритания (Albums Chart Update)       | 44             | 2 недели   |
| 2012—2018 | Великобритания (Album Downloads Chart)     | 14             | 2 недели   |
| 2012—2018 | Великобритания (Albums Sales Chart)        | 42             | 4 недели   |
| 2012—2018 | Великобритания (Physical Albums Chart)     | 34             | 7 недель   |
| 2012—2018 | Великобритания (Record Store Chart)        | 3              | 7 недель   |
| 2012—2018 | Великобритания (UK Albums Chart)           | 24             | 3 недели   |
| 2012—2018 | Великобритания (Vinyl Albums Chart)        | 3              | 13 недель  |
| 2012—2018 | Германия (Offizielle Top 100)              | 77             | 1 неделя   |
| 2012—2018 | Франция (SNEP)                             | 101            | 10 недель  |
| 2012—2018 | Шотландия (Scottish Albums Chart)          | 18             | 8 недель   |
|           |                                            |                |            |
| 2020—2022 | Великобритания (Albums Chart Update)       | 66             | 2 недели   |
| 2020—2022 | Великобритания (Album Downloads Chart)     | 24             | 4 недели   |
| 2020—2022 | Великобритания (Albums Sales Chart)        | 23             | 9 недель   |
| 2020—2022 | Великобритания (Physical Albums Chart)     | 21             | 14 недель  |
| 2020—2022 | Великобритания (Vinyl Albums Chart)        | 19             | 5 недель   |
| 2020—2022 | Шотландия (Scottish Albums Chart)          | 21             | 14 недель  |

| Хит-парад (1977)             | Позиция |
| ---------------------------- | ------- |
| Великобритания (Gallup Poll) | 12      |

### Сертификации
| Регион | Сертификация  | Продажи    |
| --- | ------------- | ---------- |
| Бельгия (BEA) | Золотой       | 25 000*    |
| Великобритания (BPI) | 2× Платиновый | 600 000*   |
| Италия (FIMI) | Золотой       | 25 000     |
| Нидерланды (NVPI) | Золотой       | 50 000^    |
| США (RIAA) | Платиновый    | 1 000 000^ |
| Швеция (GLF) | Золотой       | 50 000^    |
| * Данные о продажах приведены только на основе сертификации. · ^ Данные о тиражах приведены только на основе сертификации. · Данные о продажах + прослушиваниях приведены только на основе сертификации. |               |            |

## Звания и регалии
Never Mind the Bollocks, Here’s the Sex Pistols очень быстро стал альбомом № 1 в Великобритании. В США он занимал лишь 106-ю позицию в Billboard Top LPs & Tape, но с годами его популярность и значимость только росла и постепенно он получил в США и Великобритании статус золотого, а позже и платинового, а в Нидерландах — только золотого.
Почётные места которые занял альбом:
- № 13 среди лучших альбомов всех времён (согласно опросу критиков New Musical Express (1985 год)[49];
- № 3 среди лучших альбомов всех времён (согласно опросу критиков New Musical Express (1993 год)[49];
- № 2 среди лучших альбомов последних 20 лет (по версии Rolling Stone (1987 год);
- № 41 среди 500 величайших альбомов всех времён по версии журнала Rolling Stone (2003 год)[50];
- № 6 в списке 10 классических альтернативных альбомов «Альманаха альтернативной музыки» Алана Кросса;
- № 24 среди лучших альбомов по опросу Музыка Тысячелетия, проведённому в Соединённом Королевстве (1997 год) HMV Group, телеканалом Channel 4, журналом The Guardian и радио Classic FM;
- № 30 среди всех времён и народов в журнале Q (1998 год);
- № 10 среди 100 лучших британских альбомов всех времён в журнале Q (2000 год);
- № 17 среди лучших альбомов всех времён в телеканале VH1 (2001 год);
- № 1 среди 50 лучших панк-альбомов всех времён по опросу читателей журнала Kerrang!;
- один из 100 лучших альбомов всех времён по версии журнала Time (2006 год);
- № 4 среди лучших британских альбомов всех времён в журнале New Musical Express (2006 год);
- №3 среди 40 величайших панк-альбомов всех времён по версии журнала Rolling Stone (2016 год);
- №1 среди 10 величайших панк-альбомов всех времён по версии читателей журнала Rolling Stone (2016 год)[51].

## Об альбоме на DVD
19 ноября 2002 года на DVD вышел документальный фильм «Классические альбомы: Never Mind the Bollocks». 100 минутный фильм включает в себя интервью с членами группы и производителями: продюсеры, инженеры и т. д.
DVD также включает бонусный материал: интервью, не включенные в ТВ-оригинал и две концертных записи из Швеции в 1977 году.